# Amata sinica
Amata sinica là một loài bướm đêm thuộc phân họ Arctiinae, họ Erebidae.